# Baden-Württemberg

Logo

Il Baden-Württemberg (IPA: [baːdn̩ˈvʏrtəmbɛrk]; in alemanno Baade-Wiirdebäärg) è uno dei sedici Stati federati (Bundesländer) della Germania, con una superficie di 35 751 km² e 11 100 394 abitanti (2019). Posto nel versante sud-occidentale della Germania, a est dell'alto Reno, è il terzo Land (stato) tedesco, sia per estensione sia per popolazione, con capitale Stoccarda.

## Geografia fisica
Lo stato confina con la Svizzera (cantoni Basilea Città, Basilea Campagna, Argovia, Zurigo, Sciaffusa e Turgovia) a sud, la Francia (Alsazia) a ovest, e con gli stati tedeschi di Renania-Palatinato a ovest, Assia a nord e Baviera a est. Le sue città principali comprendono Stoccarda (Stuttgart), Mannheim, Karlsruhe, Friburgo (Freiburg im Breisgau), Heidelberg, Heilbronn, Ulma (Ulm), Tubinga (Tübingen), Pforzheim e Reutlingen.
Il Reno traccia il confine occidentale e gran parte di quello meridionale. A est del Reno si trova la Foresta Nera (Schwarzwald), la principale catena montuosa dello stato. A sud il Baden-Württemberg condivide con la Svizzera i piedi delle Alpi e il lago di Costanza (Bodensee). La sorgente del Danubio si trova in questo stato.
Il massiccio del Giura, Schwäbische Alb in tedesco, si estende dal lago di Costanza occidentale attraverso il Baden-Württemberg fino al Nördlinger Ries lungo una fascia di territorio lunga circa 220 km e larga 50 km. Venendo da nord il Giura, emerso milioni di anni fa dal mare giurassico, appare all'orizzonte come una parete solcata da fenditure, mentre a sud le sue colline si fondono nel paesaggio prealpino.

## Storia
Le prime testimonianze dell'uomo in questa regione sono molto remote nel tempo, essendo stati rinvenuti sia scheletri di uomini di Neanderthal che Sapiens: tuttavia, è in una zona del Giura Svevo che sono stati rinvenuti alcuni tra i più antichi manufatti umani (piccole sculture e flauti) mai rinvenuti, risalenti a circa 40 000 anni fa.
Dopo l'avvento dell'agricoltura (9 000 anni fa) con la fine dell'era glaciale, la popolazione divenne stanziale e vide l'avvicendarsi di varie popolazioni, celtiche e germaniche, che hanno lasciato molte testimonianze materiali di una civiltà che disponeva di una tecnologia e società avanzata. La zona meridionale della regione conobbe, infine, la dominazione romana: la zona di influenza romana era delimitata dal Limes, un confine fortificato che cambiò più volte la sua posizione e le cui tracce sono in alcune zone visibili ancora oggi. In epoca romana la regione, chiamata Agri Decumates, faceva parte della provincia Germania superiore, confinante a est con la Raetia.
Nel corso del III secolo, gli Alemanni costrinsero i Romani a ritirarsi attraverso i fiumi Reno e Danubio. Nel 496 gli stessi Alemanni soccombettero all'invasione franca guidata da Clodoveo I.
In seguito, dal periodo medievale e partire dal X secolo, la regione fece parte del Sacro Romano Impero sotto la guida dei sovrani del Württemberg, dapprima come contea e poi come ducato dal 1495 con Eberardo I di Württemberg, fino alla caduta dello stesso ducato in epoca napoleonica.
All'inizio del XIX secolo, in seguito alle guerre napoleoniche, il territorio di questo Stato entrò a far parte della Confederazione del Reno e, dopo il Congresso di Vienna, il Regno di Württemberg, il Granducato di Baden e i due principati di Hohenzollern, quello di Hohenzollern-Sigmaringen e quello di Hohenzollern-Hechingen entrarono a far parte della Confederazione tedesca.
Dopo la seconda guerra mondiale le forze alleate stabilirono tre stati: Württemberg-Baden (USA), Württemberg-Hohenzollern (Francia) e Baden (Francia) - nel 1952 questi territori vennero fusi allo scopo di formare lo Stato federale del Baden-Württemberg a seguito di un referendum che portò a questo risultato con un'ampia maggioranza.
Il Land fu amministrato ininterrottamente fin dalla sua creazione, dal 1952, fino al 2011, da una maggioranza politica in rappresentanza della CDU. Alle elezioni del 2011 tuttavia, la CDU, pur confermandosi il primo partito con il 39%, è stata scalzata dai vertici del potere regionale da una coalizione formata dai Grünen (24,2% - 36 seggi) e dall'SPD (23,1% - 35 seggi), insediando alla presidenza (70 i voti necessari per una maggioranza assoluta), per la prima volta in Germania, un esponente dei Verdi (i Grünen, appunto): Winfried Kretschmann.
Nelle elezioni regionali del marzo 2016, le prime dopo l'ingresso di oltre un milione di profughi in Germania nel 2015, i Verdi di Kretschmann salgono al 30,3%, mentre i loro alleati SPD crollano al 12,7%, la CDU scende al 27%, entra per la prima volta la destra dell'AFD con il 15,1%, i liberali della FDP salgono all'8,3%.

## Religione
Nel 2019 il 32,3% degli abitanti dichiarava di appartenere alla Chiesa cattolica e il 27,7% alla Chiesa evangelica in Germania.

## Economia
Il Baden-Württemberg ha una economia ricca e moderna, la terza in Germania per contributo al prodotto interno lordo, e il suo reddito pro capite supera del 29 per cento la media europea. Insieme a Lombardia, Catalogna e Alvernia-Rodano-Alpi è uno dei cosiddetti "quattro motori dell'Europa", e costituisce una forza economica trainante per il resto dell'Unione europea (come del resto, anche la vicina Baviera).
Molte sue aziende sono di dimensioni medie e piccole (cosiddette Mittelstand), ma anche molto innovative e con un'ampia gamma di produzioni. Vi è una modesta attività agricola e mineraria (piombo, zinco, ferro, argento, rame, sali) nei centri più piccoli, ma il reddito è fornito in gran parte dall'industria e dai servizi.
Nel 2003 la regione contava 8 800 imprese industriali con più di 20 dipendenti, e solo 384 di queste avevano almeno cinquecento addetti. Le aziende maggiori occupano il 43% dei 1.2 milioni di dipendenti dall'industria, e producono quasi un terzo del reddito locale. Il Baden-Württemberg fornisce oltre un quinto della produzione industriale tedesca.
Cuore dell'industria tedesca, vanta avanzate aziende meccaniche: automobili (è la patria di Daimler e Porsche), macchine utensili, elettrodomestici, orologi; industrie dell'occhialeria e dei giocattoli, la metallurgia e più di recente l'elettronica. L'agricoltura è anche al servizio dell'industria tessile e alimentare, che oggi è però di modeste dimensioni. Inoltre il Baden è una regione a buon sviluppo turistico e commerciale.
Il Land e lo Stato federale sovvenzionano anche la ricerca e lo sviluppo. Nel 2001 il Baden-Württemberg contava oltre un quinto dei 100 000 ricercatori tedeschi, soprattutto a Stoccarda.

## Amministrazione
Il Baden-Württemberg è diviso in 35 circondari (Landkreise), raggruppati in quattro distretti governativi (Regierungsbezirke): Friburgo (Freiburg im Breisgau), Karlsruhe, Stoccarda (Stuttgart), Tubinga.

 Map
| 1. Alb-Danubio (UL) 2. Biberach (BC) 3. Lago di Costanza (FN) 4. Böblingen (BB) 5. Brisgovia-Alta Foresta Nera (FR) 6. Calw (CW) 7. Costanza (KN) 8. Emmendingen (EM) 9. Enz (PF) 10. Esslingen (ES) 11. Freudenstadt (FDS) 12. Göppingen (GP) 13. Heidenheim (HDN) 14. Heilbronn (HN) 15. Hohenlohe (KÜN) 16. Karlsruhe (KA) 17. Lörrach (LÖ) 18. Ludwigsburg (LB) | 1. Meno-Tauber (TBB) 2. Neckar-Odenwald (MOS) 3. Ortenau (OG) 4. Ostalb (AA) 5. Rastatt (RA) 6. Ravensburg (RV) 7. Rems-Murr (WN) 8. Reutlingen (RT) 9. Reno-Neckar (HD) 10. Rottweil (RW) 11. Schwäbisch Hall (SHA) 12. Foresta Nera-Baar (VS) 13. Sigmaringen (SIG) 14. Tubinga (TÜ) 15. Tuttlingen (TUT) 16. Waldshut (WT) 17. Zollernalb (BL) |

Ci sono, inoltre, nove città extracircondariali, che non appartengono ad alcun circondario:
| Codice | Città       | Area (km2) | Popolazione 1997 | Popolazione 2007 | Regione   |
| ------ | ----------- | ---------- | ---------------- | ---------------- | --------- |
| A      | Baden-Baden | 140,18     | 52 672           | 54 853           | Karlsruhe |
| B      | Friburgo    | 153,06     | 200 519          | 219 430          | Freiburg  |
| C      | Heidelberg  | 108,83     | 139 941          | 145 311          | Karlsruhe |
| D      | Heilbronn   | 99,88      | 120 987          | 121 627          | Stuttgart |
| E      | Karlsruhe   | 173,46     | 276 571          | 288 917          | Karlsruhe |
| F      | Mannheim    | 144,96     | 310 475          | 309 795          | Karlsruhe |
| G      | Pforzheim   | 98,02      | 118 079          | 119 423          | Karlsruhe |
| H      | Stoccarda   | 207,35     | 585 274          | 597 176          | Stuttgart |
| I      | Ulma        | 118,69     | 115 628          | 121 434          | Tübingen  |

### Politica
Il parlamento statale del Baden-Württemberg è il Landtag (assemblea statale).
La politica del Baden-Württemberg è stata tradizionalmente dominata dall'Unione Cristiana Democratica di Germania (CDU), che fino al 2011 aveva guidato tutti i governi passati, tranne quello del 1952. Nelle elezioni di Landtag tenutesi il 27 marzo 2011 gli elettori hanno sostituito la coalizione dei Democratici Cristiani e dei Democratici di centro-destra da un'alleanza guidata dai Verdi con i socialdemocratici che hanno una maggioranza assicurata da quattro posti nel parlamento dello stato.
Dal 1992 al 2001 il Partito Repubblicano deteneva seggi nel Landtag.

## Galleria d'immagini

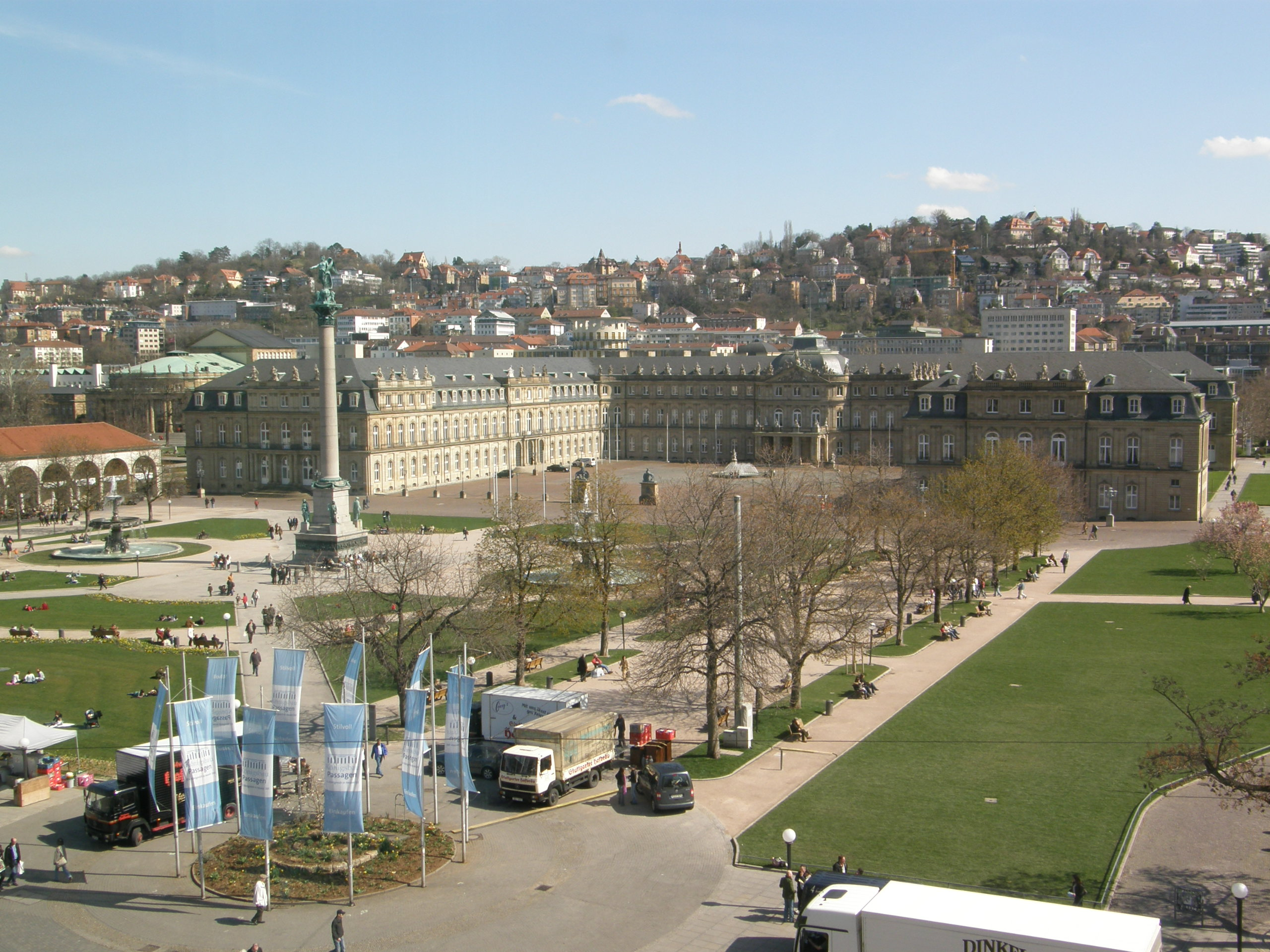
Stoccarda
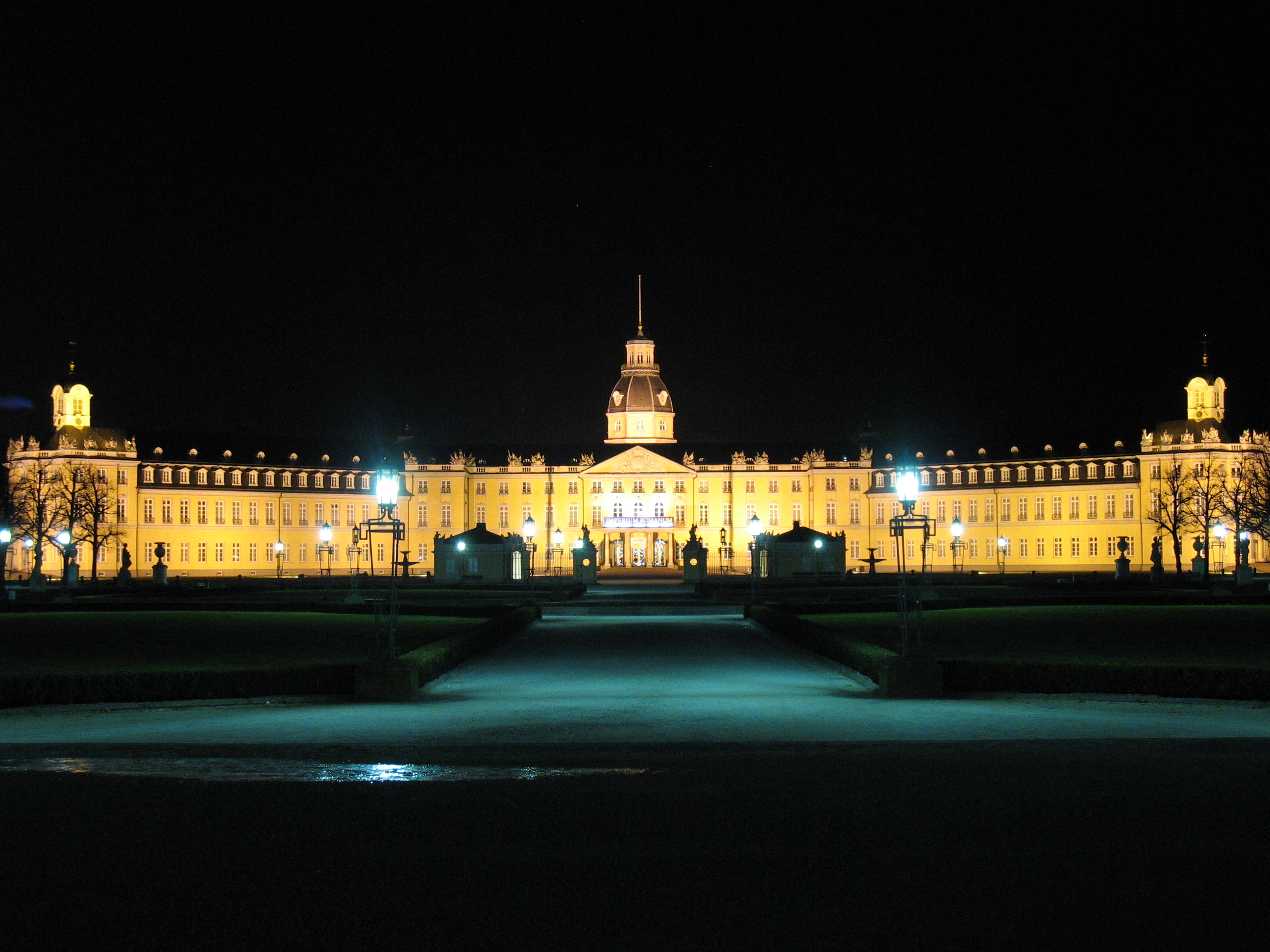
Karlsruhe
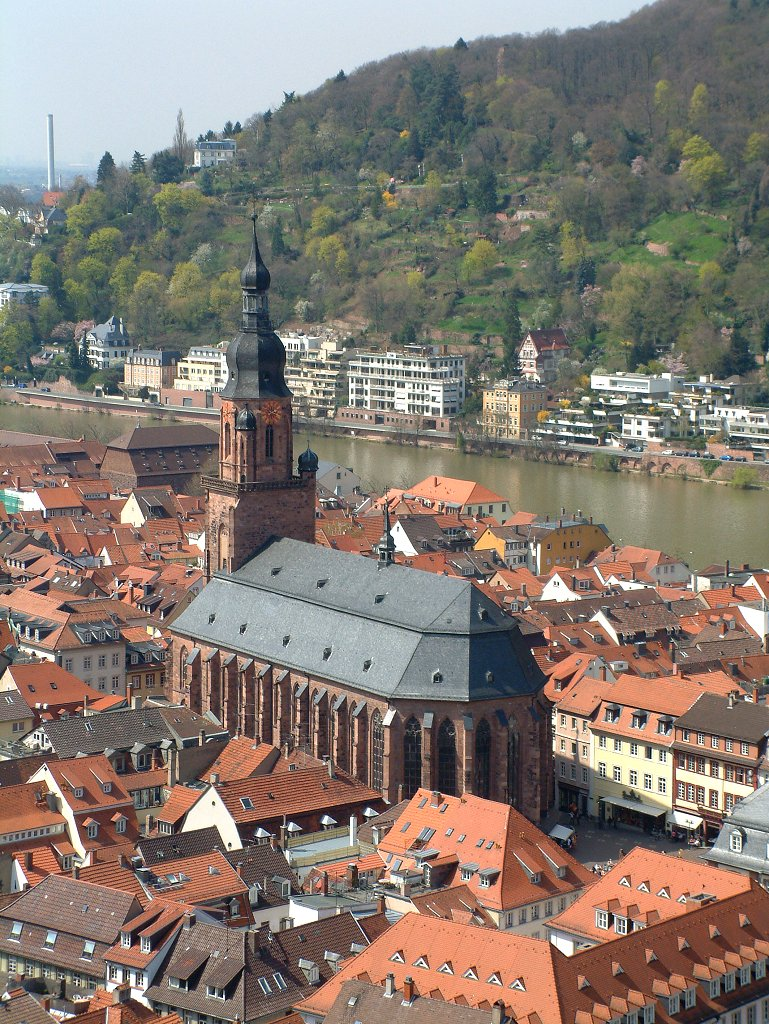
Heidelberg
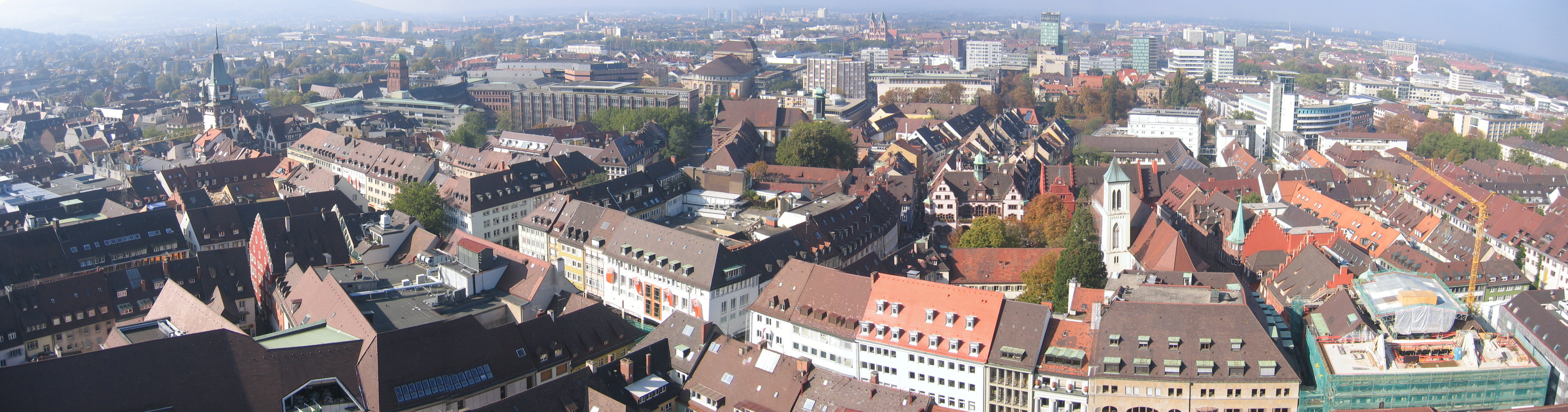
Friburgo
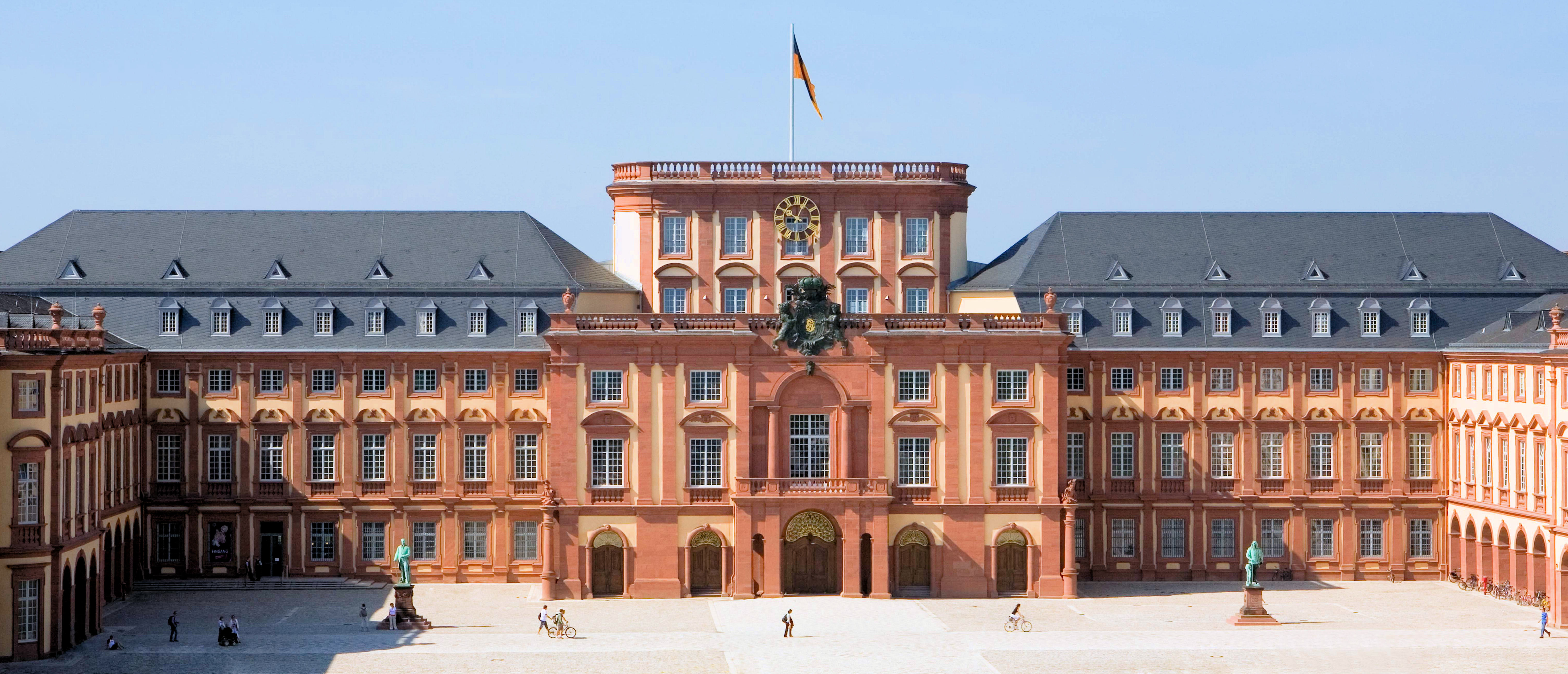
Mannheim
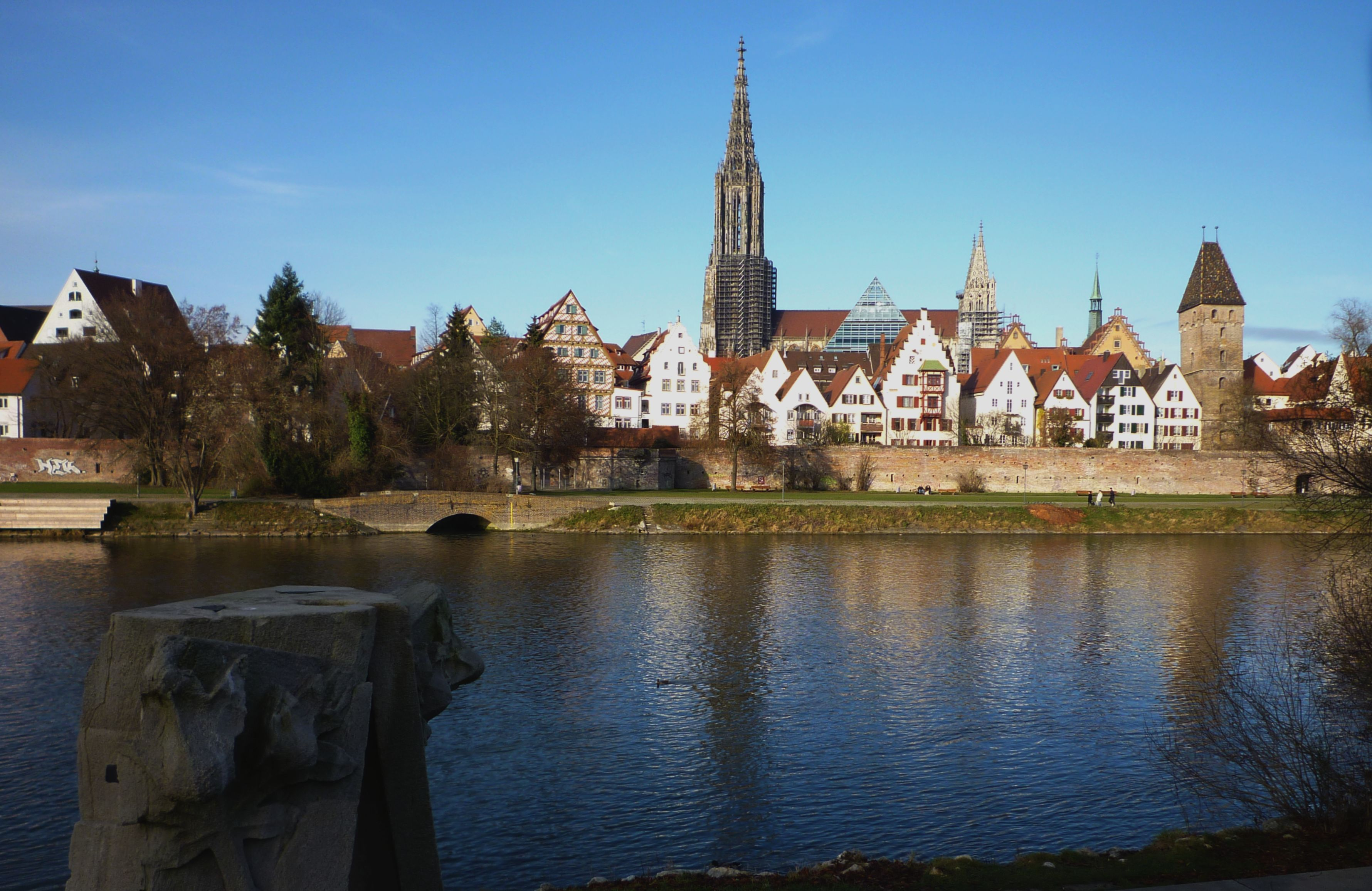
Ulma
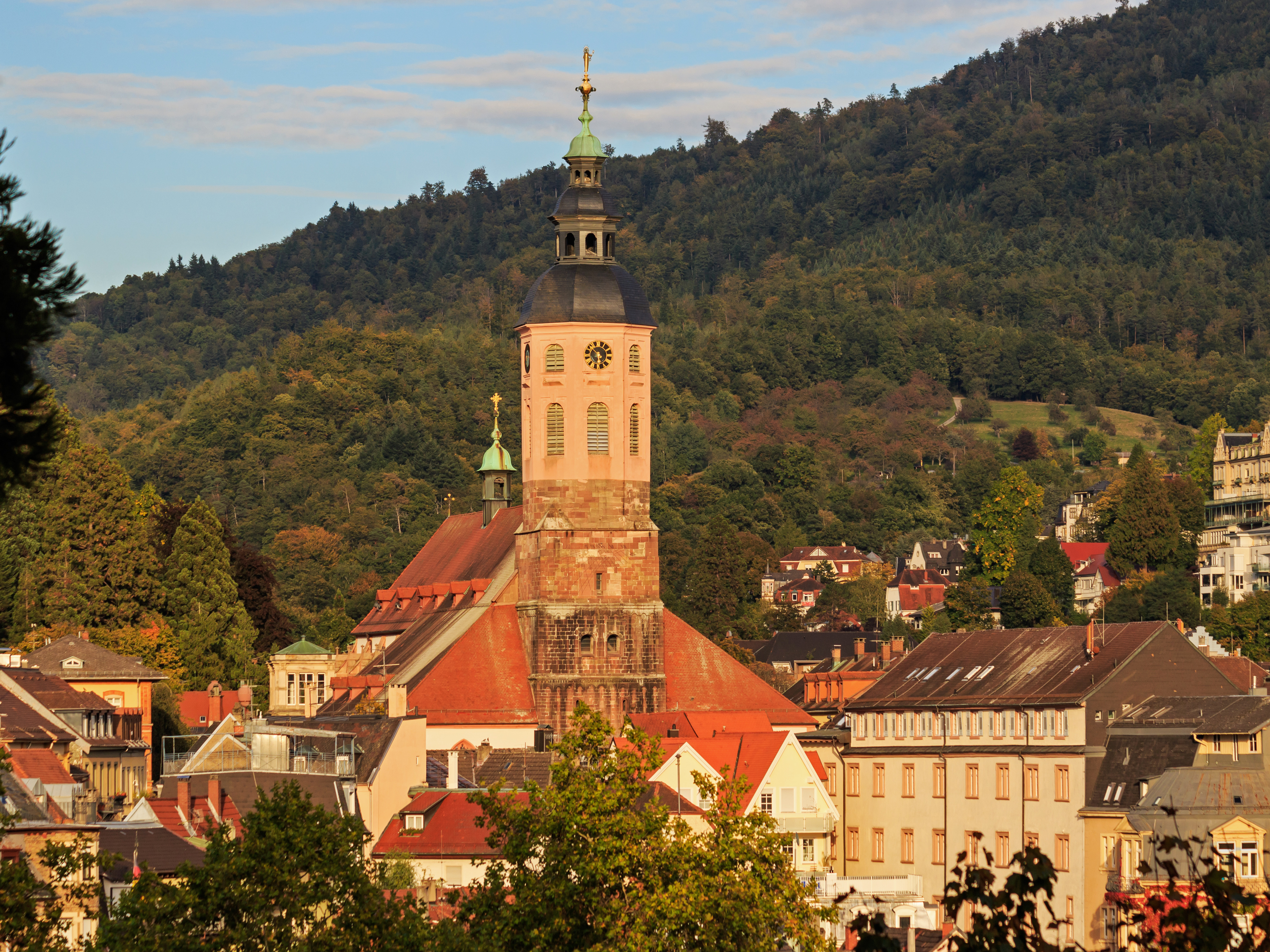
Baden-Baden